# Jeckyll & Hyde (dj-duo)
Jeckyll & Hyde is een Nederlands trance-duo dat bestaat uit Maarten Vorwerk (25 april 1980) alias Vorwerk en Ruud van IJperen (10 september 1978) alias DJ Ruthless. Ze zijn gespecialiseerd in de rustigere variaties van jumpstyle. Het tweetal heeft tevens een eigen platenlabel: Square Beats.

## Biografie
Het duo was in het clubcircuit al bekend onder de namen Ruthless & Vorwerk, Jack & The Ripper, Twisted Maniacs en Spanish Flies. Vorwerk had eerder solo al een clubhit met Vietnam, dat later omgedoopt werd tot Cambodia; een cover van Kim Wildes Cambodia uit 1981. Als Jeckyll & Hyde waren ze voor het eerst samen commercieel succesvol.
De naam van het project is te herleiden naar de roman Strange Case of Dr Jekyll and Mr Hyde uit 1886 van de Schotse schrijver Robert Louis Stevenson. In 2005 brachten ze hieronder al op 12 inch de singles Kick This One en Precious Dreamer uit. Deze platen waren wel een succes maar het grote publiek werd nog niet bereikt. Hun echte succes kwam pas eind 2006 met de single Frozen Flame. Na een succesvolle release op vinyl in juni dat jaar werd het nummer eind augustus op cd-single uitgebracht door Digidance.
In tegenstelling tot eerdere singles werd Frozen Flame regelmatig op de radio gedraaid. Ook de bijhorende stop-motion-videoclip, die door Pieter Santens was geregisseerd, werd vaak getoond op TMF. In deze clip zijn LEGO-poppetjes in een discotheek aan het jumpen. Aan de wanden van deze LEGO-discotheek hangen borden met daarop Ruthless & Vorwerk en hun label Square Beats.
Nadat Frozen Flame zes weken in de Tipparade stond en daar dus een vroege dood leek te sterven, kwam het lied onverwachts op nummer 35 de Nederlandse Top 40 binnen, en bleef lang in deze laagste regionen van de hitlijst hangen. Het eind leek in zicht toen de single langzaam naar beneden zakte, maar in week 8 sprong Frozen Flame onverwacht twaalf plaatsen omhoog naar nummer 19, om vervolgens door te stijgen naar 11.
In december 2006 brachten ze onder de naam Rudolph & The Grinch nog de kerst-single Merry X-Mas (Jeckyll & Hyde Remix) uit, met enig succes.
Na hun commerciële succes toert Jeckyll & Hyde tegenwoordig door Nederland, België en Duitsland met een live-act van 30 minuten. Deze live-act wordt verzorgd door Patrick Kars als DJ/MC, inclusief twee jumpers en twee danseressen. Samen vormen zij het gezicht van Jeckyll & Hyde. Hun tracks worden geproduceerd door Ruthless & Vorwerk.
Eind maart 2007 is er opnieuw succes voor Jeckyll & Hyde. De single Freefall komt binnen op nummer 11 in de Nederlandse Top 40 (de hoogste positie van Frozen Flame) en stijgt de week daarna door naar nummer 1. Hiermee is Freefall de eerste volledig instrumentale #1-hit sinds 1989, toen Lily Was Here van David A. Stewart en Candy Dulfer op de hoogste positie van de Top 40 stond. De videoclip van Freefall was een stop-motion vervolg van het avontuur van de LEGO-poppetjes uit de eerste clip gecombineerd met YouTube-achtige beelden, opgenomen in Rotterdam, van de jumpers die later ook de live-act deden. De videoclip van Freefall werd geproduceerd door Stephanie Cassandra welke ook verantwoordelijk was voor het TMF programma "In De Mix". De clip van Freefall was dan ook regelmatig op TMF te zien.
Begin juni is bekendgemaakt dat Jeckyll & Hyde voor het eerst een samenwerking aangaat met het Belgische dance project Milk Inc. Deze groep had in het jaar 2000 een grote hit in Europa met het nummer Walk On Water. Hoewel het in Nederland bij deze hit is gebleven, bleven ze uitermate populair in België. Jeckyll & Hyde is in Nederland juist populairder. In Nederland scoort Jeckyll & Hyde grote hits en in België bleef het bij een piekpositie van 44 voor Frozen Flame en 20 voor Freefall. Met de combinatie Milk Inc. en Jeckyll & Hyde was het de bedoeling om een grote hit te scoren in beide landen. De single zal in heel Europa uitgebracht worden, om Milk Inc. weer terug in de spotlights te zetten in Europa. Daarnaast willen Jeckyll & Hyde in Europa doorbreken. In België en Nederland werden twee verschillende singles van het nummer, Sunrise, een uitgebracht. In België was het de originele radioversie en in Nederland de Jeckyll & Hyde Radio Mix. De jumpsingle kwam tot nummer 11 in de Nederlandse Top 40. Eind augustus kwam de nieuwe single Time Flies van Jeckyll & Hyde al in de belangstelling. Het werd de derde Radio 538 Dancesmash op rij voor het duo. In de clip zijn, in tegenstelling tot de eerste twee singles, geen LEGO-poppetjes te zien.

## Discografie

### Albums
| Album met eventuele hitnotering(en) in de Nederlandse Album Top 100 | Datum van verschijnen | Datum van binnenkomst | Hoogste positie | Aantal weken | Opmerkingen |
| ------------------------------------------------------------------- | --------------------- | --------------------- | --------------- | ------------ | ----------- |
| The album                                                           | 2007                  | 26-05-2007            | 7               | 18           |             |

### Singles
| Single met eventuele hitnotering(en) in de Nederlandse Top 40 | Datum van verschijnen | Datum van binnenkomst | Hoogste positie | Aantal weken | Opmerkingen                                           |
| ------------------------------------------------------------- | --------------------- | --------------------- | --------------- | ------------ | ----------------------------------------------------- |
| Frozen Flame                                                  | 28-08-2006            | 04-11-2006            | 11              | 21           | Nr. 10 in de Single Top 100                           |
| Freefall                                                      | 09-03-2007            | 24-03-2007            | 1(2wk)          | 20           | Nr. 1 in de Single Top 100                            |
| Sunrise (Jeckyll & Hyde Mix)                                  | 2007                  | 14-07-2007            | 11              | 9            | Origineel van Milk Inc. / Nr. 13 in de Single Top 100 |
| Time flies                                                    | 2007                  | 08-09-2007            | 10              | 8            | Nr. 14 in de Single Top 100                           |

| Single met hitnotering(en) in de Vlaamse Ultratop 50 | Datum van verschijnen | Datum van binnenkomst | Hoogste positie | Aantal weken | Opmerkingen |
| ---------------------------------------------------- | --------------------- | --------------------- | --------------- | ------------ | ----------- |
| Frozen flame                                         |                       | 11-11-2006            | 44              | 1            |             |
| Freefall                                             |                       | 12-05-2007            | 20              | 22           |             |
| Time flies                                           | 2007                  | 27-10-2007            | 38              | 6            |             |